# Leon Pietrosian
Leon Aganiesowicz Pietrosian (ros. Леон Аганесович Петросян; ur. 18 grudnia 1940) – rosyjski matematyk, profesor matematyki stosowanej i kierownik Katedry Matematycznej Teorii Gier i Teorii Decyzji Petersburskiego Uniwersytetu Państwowego w Petersburgu.
Jest redaktorem czasopism: „International Game Theory Review”, międzynarodowego czasopisma „The Game Theory and Applications”, naczelnym redaktorem czasopisma „Vestnik Peterburgskogo Universiteta, seria 10: Applied Mathematics, Control, Informatics” i redaktorem naczelnym czasopisma „Mathematical Game Theory and Applications”.
Zainteresowania naukowe Leona Petrosjana leżą głównie w zakresie badań operacyjnych, teorii gier, gier różniczkowych i teorii sterowania.

## Publikacje
- L.A. Petrosyan, D.W.K. Yeung, Subgame-consistent Economic Optimization, Springer, 2012 (ang.). Brak numerów stron w książce
- L.A. Petrosyan, H. Gao, Dynamic Games and Applications, 2009 (chiń.). Brak numerów stron w książce
- D.W.K. Yeung, L.A. Petrosyan, M.C.C. Lee, Dynamic Cooperation: A Paradigm on the Cutting Edge of Game Theory, China Market Press, 2007. Brak numerów stron w książce
- D.W.K. Yeung, L.A. Petrosyan, Cooperative Stochastic Differential Games, Springer, 2006. Brak numerów stron w książce
- L.A. Petrosjan, N.A. Zenkevich, Game Theory, World Scientific Publisher, 1996. Brak numerów stron w książce
- L.A. Petrosjan, Differential Games of Pursuit, World Scientific Publisher, 1993. Brak numerów stron w książce